# Astragalus
Astragalus je biljka koja pripada porodici Fabaceae, poznata i kao mahunarke. Ova biljka je rasprostranjena širom sveta, posebno u regionima sa umerenom klimom, kao i u sušnim područjima. Astragalus ima više od 2000 vrsta koje se razlikuju po veličini, boji cvetova i staništima na kojima rastu.
Astragalus se često koristi u tradicionalnoj medicini, posebno u kineskoj medicini, već hiljadama godina. Različiti delovi biljke, uključujući koren, listove i cvetove, koriste se zbog svojih potencijalnih zdravstvenih koristi. Neki od glavnih aktivnih sastojaka u astragalusu uključuju polisaharide, flavonoide, saponine i aminokiseline.
Navodno, astragalus može imati brojne pozitivne efekte na zdravlje, uključujući jačanje imunoog sistema, smanjenje holesterola i krvnog pritiska, smanjenje upala, podršku funkciji jetre i bubrega, te smanjenje umora. Međutim, važno je napomenuti da većina ovih tvrdnji nije jasno potvrđena naučnim istraživanjima, i da se korišćenje astragalusa u svrhu lečenja treba obavljati uz konsultaciju sa stručnjakom.
Astragalus se često koristi kao dodatak ishrani u obliku kapsula, ekstrakata, čajeva ili praha. Takođe se može koristiti kao sastojak u različitim tradicionalnim jelima i čajevima.

## Napomene
1. 1 2  This may actually be a valid genus.